# 阿利亚诺
阿利亚诺（義大利語：Aliano），是意大利马泰拉省的一个市镇。总面积96平方公里，人口1131人，人口密度11.8人/平方公里（2009年）。ISTAT代码为077002。